# Malvales
Ordre
Classification APG III (2009)
Les Malvales sont un ordre de plantes dicotylédones.
En classification classique de Cronquist (1981), il comprend 5 familles :
- Bombacacées (famille du baobab africain)
- Éléocarpacées
- Malvacées (famille de la mauve)
- Sterculiacées (famille du cacaoyer)
- Tiliacées (famille du tilleul)

La classification phylogénétique APG (1998) a modifié la composition :
- ordre Malvales
  - famille Bixaceae
    - [+ famille Diegodendraceae ]

  - famille Cistaceae
  - famille Cochlospermaceae
  - famille Dipterocarpaceae
  - famille Malvaceae (incl. les Bombacaceae, Sterculiaceae, Tiliaceae)
  - famille Muntingiaceae
  - famille Neuradaceae
  - famille Sarcolaenaceae
  - famille Sphaerosepalaceae
  - famille Thymelaeaceae (famille du bois joli)

N.B. "[+ ...]" = famille optionnelle.
La classification phylogénétique APG II (2003) a modifié la composition de cet ordre un petit peu :
- ordre Malvales
  - famille Bixaceae
    - [+ famille Diegodendraceae ]
    - [+ famille Cochlospermaceae ]

  - famille Cistaceae
  - famille Dipterocarpaceae
  - famille Malvaceae
  - famille Muntingiaceae
  - famille Neuradaceae
  - famille Sarcolaenaceae
  - famille Sphaerosepalaceae
  - famille Thymelaeaceae

N.B. "[+ ...]" = famille optionnelle. En effet, l'Angiosperm Phylogeny Website n'accepte pas les Diegodendraceae et les Cochlospermaceae et les inclut dans la famille des Bixaceae.
En classification phylogénétique APG III (2009), il comprend les familles :
- ordre Malvales Juss. ex Bercht. & J.Presl (1820)
  - famille Bixaceae Kunth (1822) (incluant Cochlospermaceae Planch., Diegodendraceae Capuron)
  - famille Cistaceae Juss. (1789)
  - famille Cytinaceae A.Rich. (1824)
  - famille Dipterocarpaceae Blume (1825)
  - famille Malvaceae Juss. (1789)
  - famille Muntingiaceae C.Bayer, M.W.Chase & M.F.Fay (1998)
  - famille Neuradaceae Kostel. (1835)
  - famille Sarcolaenaceae Caruel (1881)
  - famille Sphaerosepalaceae Tiegh. ex Bullock (1959)
  - famille Thymelaeaceae Juss. (1789)